# آلفا-توکوترینول
آلفا-توکوترینول (به انگلیسی: Alpha-Tocotrienol) با فرمول شیمیایی C۲۹H۴۴O۲ یک ترکیب شیمیایی با شناسه پاب‌کم ۵۲۸۲۳۴۷ است. که جرم مولی آن ۴۲۴٫۶۶ g/mol می‌باشد. 